# Lufengpithecus lufengensis
Lufengpithecus lufengensis és una espècie d'hominoïdeu del Miocè final trobada a la Xina. Rep el nom del jaciment de Lufeng i té una antiguitat d'uns 6,2 Ma. És l’últim simi fòssil del Miocè que s'ha descobert a tot el món. Alguns investigadors creuen que el gènere Lufengpitec podria ser un avantpassat dels simis africans i dels homínids.

## Taxonomia
Es coneixen tres espècies de Lufengpitec:
- Lufengpithecus keiyuanensis, de prop de Kaiyuan, a la conca de Xiaolongtan (10-11 ma.)
- Lufengpithecus hudienensis, de la conca de Yuanmou (7.1-8.2 ma.)
- Lufengpithecus lufengensis, de Shihuiba, a la conca de Lufeng (6.2-6.9 ma.)

S'ha argumentat que aquest tàxon és un clade diferent al dels hominoïdeus de l'Àsia oriental del Miocè final, els quals no semblen estar relacionats estretament amb cap tàxon existent. De fet, en comparació amb la resta YV0999 (un crani de L. hudienensis de Yuanmou) pot haver-hi un alt grau d'endemisme local dels simis durant aquest temps, a causa de les àmplies diferències entre les dues espècies. Això s'adapta a les dades topogràfiques del sud-oest de la Xina de l’època, que va ser objecte d’elevacions i erosions, que van crear la complexa topografia de serres i conques que podem veure avui.

## Descobriment
A la regió de Lufeng, a la Xina, lloc conegut per la presència de restes d'hominoïdeus del Miocè, s'hi van fer una sèrie d’excavacions entre 1975 i 1983 que van recuperar cinc cranis, desenes de mandíbules, centenars de dents aïllades i alguns ossos post-cranials d'aquesta espècie.